# Онголло, Жизель
Жизель Паскаль Симангое Онголло (в замужестве — Бекале) (фр. Gisèle Pascale Simangoye Ongollo (Bekale); род. 20 февраля 1966) — габонская легкоатлетка, выступавшая в беге на короткие дистанции. Участница летних Олимпийских игр 1984 и 1988 годов.

## Биография
Жизель Онголло родилась 20 февраля 1966 года.
В 1984 году вошла в состав сборной Габона на летних Олимпийских играх в Лос-Анджелесе. В беге на 100 метров заняла в 1/8 финала последнее, 8-е место, показав результат 12,40 секунды и уступив 0,14 секунды попавшей в четвертьфинал с 5-го места Нзаэли Кьомо из Танзании.
В 1987 году завоевала две золотых медали на Центральноафриканских играх в Браззавиле в беге на 100 и 200 метров. В том же году участвовала в летней Универсиаде в Загребе, где выбыла в полуфинале с результатом 12,31.
В 1988 году вошла в состав сборной Габона на летних Олимпийских играх в Сеуле. В беге на 100 метров заняла в 1/8 финала 6-е место, показав результат 11,85 и уступив 0,24 секунды попавшей в четвертьфинал с 3-го места Анжеле Бейли из Канады. Была знаменосцем сборной Габона на церемонии открытия Олимпиады.
Дважды участвовала в чемпионатах мира, выступала в беге на 100 метров: в 1987 году в Риме выбыла в четвертьфинале (12,21), в 1991 году в Токио — в квалификации (12,32).

## Личный рекорд
- Бег на 100 метров — 11,5 (1988)[5]